# 塔拉西 (阿拉巴马州)
塔拉西（英文：Tallassee），是美国阿拉巴马州下属的一座城市。面积约为9.67平方英里（约合25.04平方公里）。根据2010年美国人口普查，该市有人口4,819人，人口密度为498.35/平方英里（约合192.45/平方公里）。